# 海のOh, Yeah!!
『海のOh, Yeah!!』（うみのオヤー）は、サザンオールスターズのベスト・アルバム。2018年8月1日にCDで発売。発売元はタイシタレーベル / SPEEDSTAR RECORDS。
同年8月6日にはダウンロード配信、2019年12月20日からはストリーミング配信が開始されている。

## 背景
自身のデビュー40周年の記念日となる2018年6月25日に本作の発売が発表された。本作は20周年のデビュー日に発売された20周年ベストアルバム『海のYeah!!』の続編となるベストアルバムで、1997年から2018年に発売された楽曲が収録されており、既発曲に関してはリマスタリングされて収録されている。

## 制作・アートワーク
本作の発売に関してはメンバーからの意向ではなく、スタッフが2018年の活動を決めた際に本作発売の提案し、デビュー40周年という節目としての発売が決まった。タイトルに関して、『海のYeah!!』と同様にシャレが効いたものになっており、本作の読み方は「海のオヤー」である。スタッフにタイトルを相談された桑田佳祐が冗談で「“生みの親”はどう?」と伝えたところ、そのまま採用された。
本作には「PARADISE」「この青い空、みどり 〜BLUE IN GREEN〜」「君こそスターだ/夢に消えたジュリア」といったシングル曲が収録されていないが、これは桑田が選曲しなかったことによる。
ジャケットはタイトルにかけて紋付の“タコ”と白無垢の“マグロ”の結婚写真が使用されている。ジャケットは、メンバー内で本作のタイトルと「夏っぽいもの」「1980年代っぽいもの」などのキーワードをかけてイメージしたデザインになった。本作のCDの中にはマグロが赤ちゃんを身ごもっているバージョンの写真も収録されている。

## リリース

### 発売形態
本作は完全生産限定盤と通常盤の2種類があり、完全生産限定盤にはボーナストラックとして「弥蜜塌菜のしらべ」が収録されている。本作の予約・購入者は先着でサザンの40周年を記念したA2サイズの特製ポスターと、本作の完全生産限定盤と『海のYeah!!』の通常仕様盤が収納できる特製ケース「海の幸ケース」の2つ特典が付属となる。「海の幸ケース」はカツオ、鯛、ウニ、アワビ、伊勢海老などの「海の幸」が盛り付けられた写真が使用されている。

### 配信
本作発売に合わせて、「闘う戦士たちへ愛を込めて」「壮年JUMP」が配信限定シングルとして先行発売された。自身としては配信限定シングルを発売するのは初となった。
本作のCD発売は2018年8月1日からであるが、音楽配信は同年8月6日からである。

## プロモーション

### 発売関連企画
本作の利益の一部に関しては2018年7月に起きた西日本を中心とする豪雨被害の支援や東日本大震災などさまざまな自然災害の被災地への寄付金として使われる。収益の寄付を決断した経緯として、同年は西日本豪雨に加え、大阪府北部地震や記録的猛暑での熱中症患者の続出などのように短期間で多くの自然災害が発生しており、桑田を始めとしたメンバーが心を痛めたことが挙げられている。サザンオールスターズ単体としての復興支援活動はこれが初の試みだが、これまでもメンバーは2011年に東日本大震災の被災地の復興支援を目的にリリースされたチーム・アミューズ!!名義のチャリティーソング「Let's try again」に全員で参加したり、桑田が率先して楽曲の発表やライブを行い被災地を元気づけ、収益を寄付するなど、音楽活動を通して社会的貢献を行っている。
神奈川県鎌倉市にある由比ヶ浜海水浴場で2018年8月11日〜8月20日まで海の家『AMUSE SEASiDE STUDiO「夏音-Canon-」』がオープンされ、本作の収録曲が流れる「“海の家”で聴こう!!『海のOh, Yeah!!』」が実施される。また、本作のジャケットにもあった「タコ」と「マグロ」の被り物を着用して撮影できるフォト企画も実施される。

### テレビ放送
本作の発売に合わせて2018年8月8日にNHK総合で特別番組『クローズアップ! サザン』が放送された。この放送が好評であったこともあり、前回分より20分増となる90分枠となって、2019年1月1日に前回放送されなかった楽曲も放送された。

### テレビ披露
| 放送日        | 番組名                                 | 放送局     | 披露曲 | 出典   |
| ------------- | -------------------------------------- | ---------- | --- | ------ |
| 2018年7月7日  | THE MUSIC DAY 伝えたい歌               | 日本テレビ | 「壮年JUMP」 「闘う戦士たちへ愛を込めて」 「LOVE AFFAIR 〜秘密のデート」 | [ 36 ] |
| 2018年7月14日 | 音楽の日 2018                          | TBS        | 「壮年JUMP」 「闘う戦士たちへ愛を込めて」 「涙の海で抱かれたい 〜SEA OF LOVE〜」 | [ 37 ] |
| 2018年7月20日 | ミュージックステーション               | テレビ朝日 | 「壮年JUMP」 「闘う戦士たちへ愛を込めて」 | [ 38 ] |
| 2018年7月25日 | 2018 FNSうたの夏まつり                 | フジテレビ | 「壮年JUMP」 「東京VICTORY」 | [ 39 ] |
| 2018年7月31日 | うたコン                               | NHK        | 「闘う戦士たちへ愛を込めて」 「壮年JUMP」 | [ 40 ] |
| 2018年8月8日  | クローズアップ!サザン 40周年プレミアム | NHK        | 「闘う戦士たちへ愛を込めて」 「壮年JUMP」 「茅ヶ崎に背を向けて」 「いとしのエリー」 「YOU」 「SEA SIDE WOMAN BLUES」 「涙の海で抱かれたい ～SEA OF LOVE～」 「東京VICTORY」 「ミス・ブランニュー・デイ」 「HOTEL PACIFIC」 「みんなのうた」 「LOVE AFFAIR～秘密のデート」 「勝手にシンドバッド」                                                                                            | [ 41 ] |
| 2019年1月1日  | クローズアップ!サザン 新春スペシャル   | NHK        | 「闘う戦士たちへ愛を込めて」 「壮年JUMP」 「茅ヶ崎に背を向けて」 「女呼んでブギ」 「いとしのエリー」 「YOU」 「愛の言霊 〜Spiritual Message〜」 「汚れた台所」 「SEA SIDE WOMAN BLUES」 「涙の海で抱かれたい ～SEA OF LOVE～」 「東京VICTORY」 「ミス・ブランニュー・デイ」 「匂艶 THE NIGHT CLUB」 「HOTEL PACIFIC」 「みんなのうた」 「LOVE AFFAIR～秘密のデート」 「勝手にシンドバッド」 | [ 42 ] |

## 批評
桑田は前作『海のYeah!!』を「英語と日本語を融合させようとあれこれ格闘している跡が見てとれます」と語ったことに比較して、本作に対しては「やっぱり日本語を大切にして歌いたいという気持ちが、全面に出ていますね」と自己評価した。

## 受賞歴
| 年     | 音楽賞                         | 結果                               | 出典   |
| ------ | ------------------------------ | ---------------------------------- | ------ |
| 2019年 | 第33回日本ゴールドディスク大賞 | アルバム・オブ・ザ・イヤー（邦楽） | [ 44 ] |
| 2019年 | 第33回日本ゴールドディスク大賞 | ベスト5アルバム（邦楽）            | [ 44 ] |
| 2019年 | 第11回CDショップ大賞           | マエストロ賞                       | [ 45 ] |

## チャート成績
発売前である2018年7月27日の時点で累計出荷枚数が60万枚を突破し、同年12月12日には70万枚を超えていることが発表された。
2018年8月4日付のオリコンデイリーアルバムランキングで、本作が2.3万枚を売り上げ1位を獲得し、『海のYeah!!』が0.2万枚で2位を獲得したため1位2位を独占した。
2018年8月13日付のオリコン週間アルバムランキングで初週32.5万枚を売り上げて、初登場1位を獲得した。『葡萄』以来、3年4か月ぶりで通算18作目の首位獲得となった。デビューから40年2か月での1位獲得となり、自身が持つ「国内グループ最長キャリアによるアルバム1位獲得」を『葡萄』で記録した36年10か月を本作でさらに更新した。キャリア40年以上の国内グループによるアルバム1位獲得は史上初となった。同日付のBillboard Japan Hot Albumsでは、297,043枚でフィジカル1位とルックアップ1位によって総合1位を獲得した。ダウンロードは同年8月6日からの配信のためランクインの対象となっていない。
8月13日付のオリコンランキングでは、本作以外にも『海のYeah!!』が7位、『バラッド3 〜the album of LOVE〜』が95位にランクインし、TOP100内に3作が登場した。当時別集計だった『Southern All Stars』の通常盤と3330円盤がそれぞれ1990年2月26日付にランクインして以来、28年半ぶりの快挙となった。
同年8月20日付のオリコン週間アルバムランキングでは8.0万枚を売り上げ、2週連続1位を獲得した。2018年に入ってから複数週首位獲得したのは初であり、2017年11月に3週連続1位を獲得した安室奈美恵のアルバム『Finally』以来で、自身としては1998年に発売された『さくら』以来19年9か月ぶりとなった。『海のYeah!!』は6位にランクインし、2週連続TOP10入りした。また、同日付のオリコン週間デジタルアルバムランキングでは、初週1.6万DLで初登場1位を獲得し、CDとDLの両方首位獲得となった。同日付のBillboard Japan Hot Albumsでは、78,324枚でフィジカル1位、16,450DLでダウンロード1位、ルックアップ2位を記録して総合1位獲得となり、オリコンと同様に2週連続1位を獲得した。
オリコンランキングでは1位→1位→2位→2位と4週連続、Billboard Japan Hot Albumsでは1位→1位→2位→2位→3位→3位と6週連続でTOP3を記録した。現在、オリコンによる本作のチャート登場週数は160週を超える。

## 収録曲
- ※はアルバム初収録楽曲。既発曲の解説は各収録作品を参照のこと。

全作曲：桑田佳祐。
| #         | タイトル                               | 作詞                              | 作曲・編曲 | 編曲                                                         | 時間 |
| --------- | -------------------------------------- | --------------------------------- | ---------- | ------------------------------------------------------------ | ---- |
| 1.        | 「TSUNAMI」                            | 桑田佳祐                          |            | サザンオールスターズ 島健                                    | 5:12 |
| 2.        | 「LOVE AFFAIR 〜秘密のデート」         | 桑田佳祐                          |            | サザンオールスターズ 弦編曲：島健・管編曲：山本拓夫          | 5:19 |
| 3.        | 「BLUE HEAVEN」                        | 桑田佳祐 英語補作詞：TOMMY SNYDER |            | サザンオールスターズ                                         | 4:49 |
| 4.        | 「イエローマン 〜星の王子様〜 ※」      | 桑田佳祐                          |            | サザンオールスターズ                                         | 4:43 |
| 5.        | 「SEA SIDE WOMAN BLUES」               | 桑田佳祐                          |            | サザンオールスターズ 管編曲：山本拓夫                        | 5:14 |
| 6.        | 「彩 〜Aja〜」                         | 桑田佳祐                          |            | サザンオールスターズ & 片山敦夫 管編曲：山本拓夫             | 4:16 |
| 7.        | 「HOTEL PACIFIC ※」                    | 桑田佳祐                          |            | サザンオールスターズ 管編曲：山本拓夫                        | 4:45 |
| 8.        | 「唐人物語 (ラシャメンのうた)」        | 桑田佳祐                          |            | サザンオールスターズ                                         | 4:23 |
| 9.        | 「SAUDADE〜真冬の蜃気楼〜」            | 桑田佳祐                          |            | サザンオールスターズ 管編曲：山本拓夫                        | 4:53 |
| 10.       | 「涙の海で抱かれたい 〜SEA OF LOVE〜」 | 桑田佳祐                          |            | サザンオールスターズ 弦編曲：島健 & 原由子・管編曲：山本拓夫 | 4:27 |
| 11.       | 「私の世紀末カルテ」                   | 桑田佳祐                          |            | サザンオールスターズ                                         | 6:44 |
| 12.       | 「OH!! SUMMER QUEEN〜夏の女王様〜 ※」  | 桑田佳祐                          |            | サザンオールスターズ                                         | 4:21 |
| 13.       | 「LONELY WOMAN」                       | 桑田佳祐 英語補作詞：岩本えり子   |            | サザンオールスターズ 弦編曲：島健                            | 5:28 |
| 14.       | 「01MESSENGER 〜電子狂の詩〜」         | 桑田佳祐                          |            | サザンオールスターズ 管編曲：山本拓夫                        | 4:37 |
| 15.       | 「限りなき永遠の愛」                   | 桑田佳祐                          |            | サザンオールスターズ 弦編曲：島健                            | 4:37 |
| 16.       | 「素敵な夢を叶えましょう」             | 桑田佳祐                          |            | 島健 & サザンオールスターズ                                  | 5:11 |
| 合計時間: | 合計時間:                              | 合計時間:                         | 合計時間:  | 78:59                                                        |      |

※はアルバム初収録楽曲。既発曲の解説は各収録作品を参照のこと。
全作曲：桑田佳祐。
| #         | タイトル                                                 | 作詞      | 作曲・編曲 | 編曲                                         | 時間 |
| --------- | -------------------------------------------------------- | --------- | ---------- | -------------------------------------------- | ---- |
| 1.        | 「東京VICTORY」                                          | 桑田佳祐  |            | サザンオールスターズ                         | 5:05 |
| 2.        | 「ロックンロール・スーパーマン〜Rock’n Roll Superman〜」 | 桑田佳祐  |            | サザンオールスターズ 弦編曲：片山敦夫        | 5:02 |
| 3.        | 「愛と欲望の日々」                                       | 桑田佳祐  |            | サザンオールスターズ 管編曲：山本拓夫        | 4:24 |
| 4.        | 「DIRTY OLD MAN 〜さらば夏よ〜 ※」                       | 桑田佳祐  |            | サザンオールスターズ 弦編曲：原由子          | 5:20 |
| 5.        | 「I AM YOUR SINGER ※」                                   | 桑田佳祐  |            | サザンオールスターズ                         | 4:28 |
| 6.        | 「はっぴいえんど」                                       | 桑田佳祐  |            | サザンオールスターズ 弦編曲：島健            | 4:42 |
| 7.        | 「北鎌倉の思い出」                                       | 桑田佳祐  |            | サザンオールスターズ 弦編曲：原由子          | 4:39 |
| 8.        | 「FRIENDS」                                              | 桑田佳祐  |            | サザンオールスターズ & 片山敦夫              | 8:25 |
| 9.        | 「ピースとハイライト」                                   | 桑田佳祐  |            | サザンオールスターズ                         | 4:33 |
| 10.       | 「アロエ」                                               | 桑田佳祐  |            | サザンオールスターズ & 曽我淳一 弦編曲：島健 | 4:56 |
| 11.       | 「神の島遥か国」                                         | 桑田佳祐  |            | サザンオールスターズ                         | 4:11 |
| 12.       | 「栄光の男」                                             | 桑田佳祐  |            | サザンオールスターズ                         | 4:41 |
| 13.       | 「BOHBO No.5」                                           | 桑田佳祐  |            | サザンオールスターズ 管編曲：山本拓夫        | 4:59 |
| 14.       | 「蛍」                                                   | 桑田佳祐  |            | 桑田佳祐 & 片山敦夫 管・弦編曲：島健         | 3:13 |
| 15.       | 「闘う戦士たちへ愛を込めて ※」                           | 桑田佳祐  |            | サザンオールスターズ 弦編曲：原由子          | 4:32 |
| 16.       | 「壮年JUMP ※」                                           | 桑田佳祐  |            | サザンオールスターズ                         | 4:28 |
| 17.       | 「弥蜜塌菜のしらべ」                                     | 桑田佳祐  |            | サザンオールスターズ                         | 1:13 |
| 合計時間: | 合計時間:                                                | 合計時間: | 合計時間:  | 78:51                                        |      |

### DISC1 “Daddy” side
1. TSUNAMI
2000年発売の44枚目シングル。
2. LOVE AFFAIR 〜秘密のデート
1998年発売の41枚目シングル。
3. BLUE HEAVEN
1997年発売の40枚目シングル。
4. イエローマン 〜星の王子様〜
1999年発売の43枚目シングル。
5. SEA SIDE WOMAN BLUES
39枚目シングルのカップリング曲。
6. 彩 〜Aja〜
2004年発売の48枚目シングル。
7. HOTEL PACIFIC
2000年発売の45枚目シングル。
8. 唐人物語 (ラシャメンのうた)
1998年発売の13枚目アルバム『さくら』収録曲。原由子のボーカル曲。
9. SAUDADE〜真冬の蜃気楼〜
アルバム『さくら』収録曲。
10. 涙の海で抱かれたい 〜SEA OF LOVE〜
2003年発売の47枚目シングル。
11. 私の世紀末カルテ
41枚目シングルのカップリング曲。
12. OH!! SUMMER QUEEN〜夏の女王様〜
53枚目シングルのカップリング曲。
13. LONELY WOMAN
2004年発売の50枚目シングル「愛と欲望の日々/LONELY WOMAN」収録曲。
14. 01MESSENGER 〜電子狂の詩〜
1997年発売の39枚目シングル。シングルバージョンはアルバム初収録。
15. 限りなき永遠の愛
2005年発売の14枚目アルバム『キラーストリート』収録曲。
16. 素敵な夢を叶えましょう
アルバム『さくら』収録曲。

### DISC2 “Mommy” side
1. 東京VICTORY
2014年発売の55枚目シングル。
2. ロックンロール・スーパーマン〜Rock’n Roll Superman〜
アルバム『キラーストリート』収録曲。
3. 愛と欲望の日々
50枚目シングル「愛と欲望の日々/LONELY WOMAN」収録曲。
4. DIRTY OLD MAN 〜さらば夏よ〜
2006年発売の52枚目シングル。
5. I AM YOUR SINGER
2008年発売の53枚目シングル。
6. はっぴいえんど
2015年発売の15枚目アルバム『葡萄』収録曲。
7. 北鎌倉の思い出
映画『ビブリア古書堂の事件手帖』主題歌。
原由子のボーカル曲であり、歌詞は北鎌倉の情景が描かれ、時空を超えて行き来する愛する人への思いを豊かな自然の描写とともに叙情的なものになっている[56]。原がサザンオールスターズ名義でメインボーカルを担当した楽曲が映画主題歌に使用されるのは初である[46]。
タイアップ映画のプロデューサの小川真司が主題歌を検討した際、頭に浮かんだのが1985年発売アルバム『KAMAKURA』で特に収録曲の一つである「鎌倉物語」が好きで「原さんのボーカルで曲を作っていただきたい」と依頼している[46]。また監督を務めた三島有紀子は桑田夫妻に映像化したものと手紙を渡し、その返事としてこの楽曲が書き下ろされた[57]。
2018年に発表された曲の中では最初に制作が始まっている[58]。2018年7月21日に放送された桑田のラジオ番組『桑田佳祐のやさしい夜遊び』でオンエアされ、メディア初解禁となった[59]。
8. FRIENDS
48枚目シングルのカップリング曲。
9. ピースとハイライト
2013年発売の54枚目シングル。
10. アロエ
アルバム『葡萄』収録曲。
11. 神の島遥か国
2005年発売の51枚目シングル「BOHBO No.5/神の島遥か国」収録曲。
12. 栄光の男
54枚目シングルのカップリング曲。
13. BOHBO No.5
シングル「BOHBO No.5/神の島遥か国」収録曲。シングルバージョンはアルバム初収録。
14. 蛍
54枚目シングルのカップリング曲。
15. 闘う戦士たちへ愛を込めて
2018年発売の1作目配信シングル。
16. 壮年JUMP
2018年発売の2作目配信シングル。
17. 弥蜜塌菜のしらべ
完全生産限定盤のみ収録のボーナストラック。
メンバー全員出演のアサヒ飲料「三ツ矢サイダー」CMソング[注 4]。
タイトルは「やみつだーさいのしらべ」と読む。タイアップ自体は2017年7月にオンエアが始まり、2018年3月にも今後の展開を予告するCMとして再度オンエアされている[61]。

## 参加ミュージシャン
- 桑田佳祐：Vocal・Guiter
- 関口和之：Bass
- 松田弘：Drums
- 原由子：Keyboards・Vocal
- 野沢秀行：Percussion

| 北鎌倉の思い出 - 角谷仁宣：Computer Programming - 金原千恵子ストリングス - Strings 闘う戦士たちへ愛を込めて - 角谷仁宣：Computer Programming - 斎藤誠：Electric Guitar - 金原千恵子:Violin - 401stオールスターズ：Hand Craps 壮年JUMP - 角谷仁宣：Computer Programming - 片山敦夫：Synthesizer & Synthe Bass - 斎藤誠：Acoustic / Electric Guitars - 401stオールスターズ：Backing Vocal 弥蜜塌菜のしらべ - 曽我淳一 :Computer Programming & Synthesizer |